# Piedra (Colorado)
Piedra es un lugar designado por el censo ubicado en el condado de Hinsdale en el estado estadounidense de Colorado. En el Censo de 2010 tenía una población de 28 habitantes y una densidad poblacional de 0,93 personas por km².

## Geografía
Piedra se encuentra ubicado en las coordenadas 37°26′31″N 107°10′6″O / 37.44194, -107.16833. Según la Oficina del Censo de los Estados Unidos, Piedra tiene una superficie total de 30.1 km², de la cual 30.1 km² corresponden a tierra firme y (0%) 0 km² es agua.

## Demografía
Según el censo de 2010, había 28 personas residiendo en Piedra. La densidad de población era de 0,93 hab./km². De los 28 habitantes, Piedra estaba compuesto por el 89.29% blancos, el 0% eran afroamericanos, el 10.71% eran amerindios, el 0% eran asiáticos, el 0% eran isleños del Pacífico, el 0% eran de otras razas y el 0% pertenecían a dos o más razas. Del total de la población el 7.14% eran hispanos o latinos de cualquier raza.